# Acanthocope spinosissima
Acanthocope spinosissima är en kräftdjursart som beskrevs av Menzies 1956. Acanthocope spinosissima ingår i släktet Acanthocope och familjen Munnopsidae. Inga underarter finns listade i Catalogue of Life.